# Giovanni Mazzucco
Giovanni Mazzucco (Mondovì, ... – ...; fl. XV secolo) è stato un pittore italiano del periodo tardo gotico attivo in Piemonte, specialmente nel cuneese, nella seconda metà del XV secolo.

## Biografia
Mentre un numero relativamente vasto di documenti ci consente di ricostruire il catalogo delle opere di Giovanni Mazzucco, minori certezze vi sono riguardo alla sua vita.
Di Giovanni si conosce l'esistenza di un fratello maggiore anche lui pittore, Enrico, che ha firmato come Frater Henricus alcuni pregevoli affreschi datati 1451 nella cappella di S. Bernardo, a Piozzo. 

Secondo alcuni Mazzucco fu allievo del pittore vicese Segurano Cigna ed il Cigna, per il professore di architettura all'università "La Sapienza" di Roma Enrico Guidoni, sarebbe a sua volta il padre del Giorgione.

## Opere

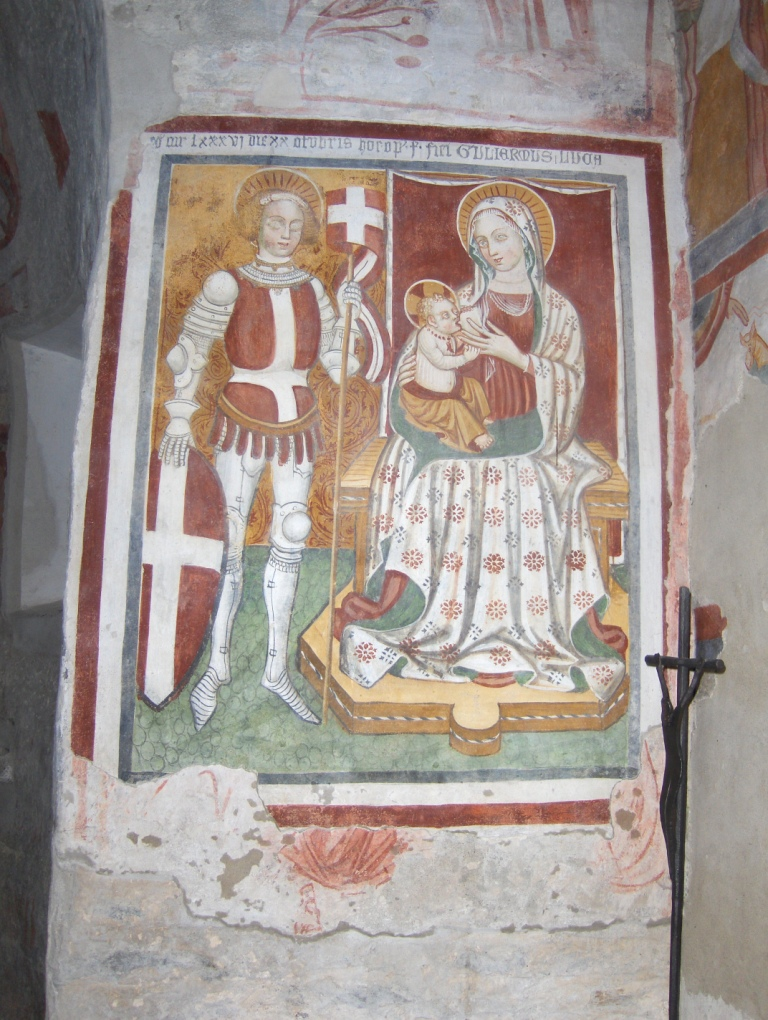
Madonna col Bambino e San Costanzo nella Pieve di San Maurizio a Roccaforte Mondovì (1486)

Tra le sue opere possono annoverarsi alcuni affreschi nella Pieve di San Maurizio a Roccaforte Mondovì (1486), nella cappella del Santo Sepolcro di Piozzo (1481), nel Convento dei Domenicani di Peveragno (1487), nel Santuario di S. Maria di Castro Murato detto Madonna del Brichetto di Morozzo (1491), nella Cappella di San Bernardo a Castelletto Stura e della Madonna col Bambino del Santuario di Vicoforte.